# La Serena (Chili)
La Serena is een stad en gemeente in de Chileense provincie Elqui in de regio Coquimbo. La Serena telde 221.054 inwoners in 2017.
La Serena is de op een na oudste stad van Chili en ligt op ongeveer 500 kilometer ten noorden van de Chileense hoofdstad Santiago.
De stad is de hoofdstad van de regio Coquimbo maar niet van de provincie Elqui, dat is de stad Coquimbo.
Ongeveer 100 kilometer naar het noorden ligt het Nationaal Reservaat Humboldtpinguïn.

## Partnerstad
- Hilo (Verenigde Staten)
- Krakau (Polen)

## Geboren
- Bartolomé Blanche Espejo (1879-1970), president van Chili (1932)
- Gabriel González Videla (1898-1980), president van Chili (1946-1952)
- Rosa Markmann (1907-2009), echtgenote van president Gabriel González Videla
- Juan Castillo (1970), voetballer

## Galerij

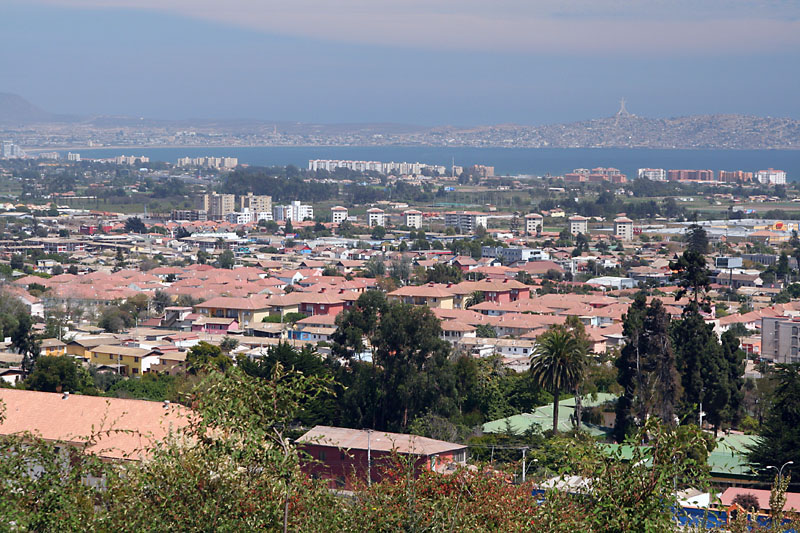